# Фрайбурзький концертний зал
47°59′45″ пн. ш. 7°50′31″ сх. д. / 47.995895° пн. ш. 7.84205° сх. д.
Фрайбурзький концертний зал (нім. Konzerthaus Freiburg) — концертний зал у Фрайбурзі-ім-Брайсгау, Німеччина, відкритий для публіки в 1996 році.
За планами архітектора Дітріха Бангерта, будівля використовується для проведення концертів та вистав, а також конгресів та зустрічей.
До 2016 року вона слугувала штаб-квартирою Симфонічного оркестру Південно-Західного німецького радіо.
Завдяки своєму багатофункціональному великому залу вона слугує місцем проведення різноманітних заходів.

## Розташування та навколишня місцевість
Концертний зал розташований на Бісмарккалле між Бертольдштрасcе та Седанштраcсе у західній частині старого міста Фрайбурга. Задня частина будівлі межує з міським кварталом «Штаттеатр».

## Архітектура

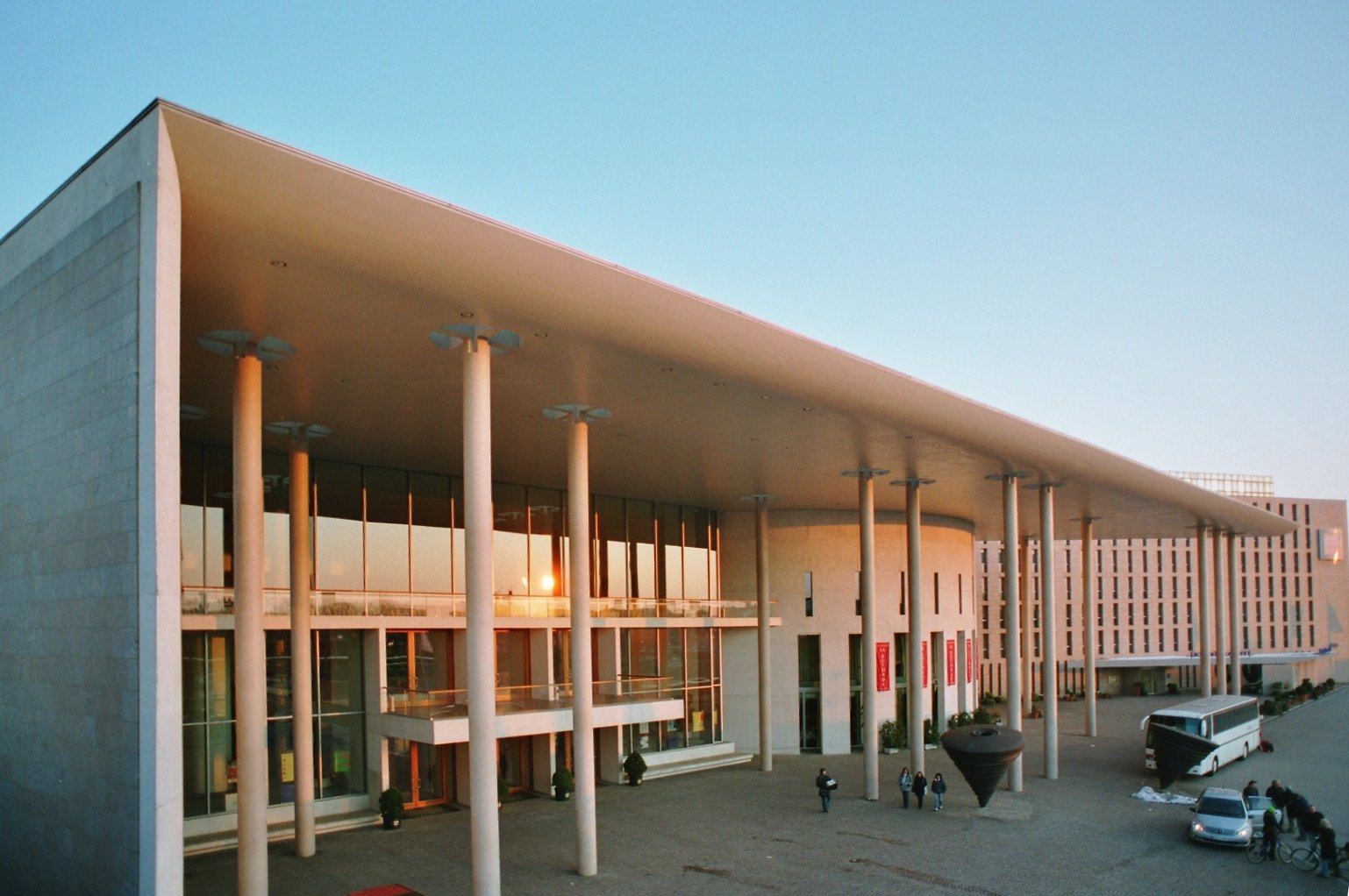
Фасад, що виходить на захід

### Вхідна зона та фоє
Північний фасад має рожево-сіру гранітну колонаду та гострокутну сіру бетонну лоджію висотою приблизно 20 м, що тримається на кількох колонах і є зовнішнім відображенням внутрішньої просторової структури.
Західний фасад має широкий скляний фасад та головний вхід.

### Рольф-Беме-Заал
Цей прямокутний концертний зал є серцем Концертгауза та побудований у формі нефа.
Його довжина становить 47 м, ширина — 19 м, а середня висота — 19 м.
Зал названо на честь колишнього мера Фрайбурга Рольфа Беме, за часів якого побудовано Концертгауз.
Зал може вмістити до 1744 осіб, що робить його другим за величиною концертним залом у Баден-Вюртемберзі після Фестшпільгауза в Баден-Бадені.

### Конференцзали та адміністрація
Починаючи з так званого «малого барабана», на другому поверсі вздовж Бертольдштрассе розташовано дев'ять конференцзалів.
З восьми прямокутних кімнат шість можна адаптувати індивідуально, а отже, облаштувати для різних подій.
Усі ці кімнати, як і офіси на поверсі вище, оснащені сучасним комунікаційним обладнанням.
Гримерки для виконавців розташовані на першому поверсі, а кімната для персоналу є на мезоніні за великою залою. Кімнати для постановки, звукорежисерської роботи, перекладачів та адміністрації знаходяться на горищі.
В підвалі є місце для зберігання інструментів.
До всіх цих кімнат можна дістатися сходами та ліфтами, які не з'єднані з громадським простором.
Організатори заходу можуть потрапити до внутрішнього двору через Седанштрассе та на сцену на першому поверсі через задній хід головної зали.